# 維根崖
83°23′S 50°7′W / 83.383°S 50.117°W
維根崖（英語：Vigen Cliffs）是南極洲的山崖，位於伊莉莎白女王地，屬於彭薩科拉山脈中福里斯特爾山脈的一部分，處於加布羅峰以東，海拔高度1,750米，現時由南極條約體系管理。